# ألان روبرت (ملحن)
ألان روبرت (بالإنجليزية: Alan Robert)‏ هو ملحن ومغن مؤلف أمريكي، ولد في 7 أبريل 1962 في بروكلين في الولايات المتحدة.